# NRP サグレス
N.R.P サグレス（ラテン文字 N.R.P SAGRES）は、ポルトガル海軍所有の大型練習帆船である。
サグレス名としてポルトガル海軍史上3代目の船であり、一般にサグレスIIIとして知られており、帆に描かれたエンリケ航海王子ゆかりのキリスト騎士団の十字紋章も有名である。
船名であるサグレスとは、ポルトガル南端に位置するアルガルベ地方ヴィラ・ド・ビスポに属する町の名であり、大航海時代の原点となり、エンリケ航海王子が航海学校を設立したサグレス岬に由来する。なおNRPとはNavio da República Portuguesa（ポルトガル共和国海軍）の意。
この3檣バーク型帆船は当初ドイツ海軍船「アルベルト・ レオ・シュラゲーター」として1937年ドイツ、ハンブルクにある造船会社ブローム・ウント・フォスにて建造され、練習船として運用されていた。第二次世界大戦後、サグレスは連合国によって収用され、その後戦利艦としてアメリカ合衆国に引き渡されたが、アメリカでは使用されることはなかった。1948年にアメリカが5000ドルでブラジルへと売却、リオデジャネイロへと曳航されブラジル海軍の練習船グアナバラとして運用された。
1961年10月10日、老朽化していた練習船サグレスIIの代替船としてポルトガル海軍が15万ドルで購入し、1962年1月30日以降、NRP サグレスIIIと改名し1978年、1983年共に1年間の世界航海などを経て現在に至っている。その際に大阪世界帆船まつり’83に参加し、大阪港にも寄港している。

## 2010年航海
1月19日出航、同年12月にリスボンへ帰港予定の世界航海中であり、7月には明治政府とポルトガルとの間で修好通商条約締結150年記念として17年振りに日本（横浜港）へ寄港している他、種子島、長崎へと寄航した。

## 姉妹船
- ゴルヒ・フォック（1933年）
- イーグル
- ミルチャ - ルーマニア実習船
- ヘルベルト・ノルクス(未完成)
- ゴルヒ・フォック（1958年）